# بوب كيركوود
بوب كيركوود (بالإنجليزية: Bob Kirkwood)‏ هو شخصية أعمال أمريكي، ولد في 17 يونيو 1939، وتوفي في 10 ديسمبر 2017.